# (13923) Петергоф
(13923) Петергоф (лат. Peterhof) — типичный астероид главного пояса, открыт 22 октября 1985 года советским астрономом Людмилой Журавлёвой в Крымской астрофизической обсерватории и 23 мая 2005 года назван в честь города Петергофа.

## Обнаружение и именование
(13923) Петергоф
Открыт 22 октября 1985 года в Крымской астрофизической обсерватории Л. В. Журавлёвой.
Отмечающий своё 300-летие в 2005 году Петергоф был основан недалеко от Санкт-Петербурга как царская приморская летняя резиденция. Позже он приобрёл всемирную известность благодаря своему фундаментальному единству архитектуры, садов и инженерного искусства. В настоящее время город Петергоф является развивающимся научным и образовательным центром.
Оригинальный текст (англ.)13923 Peterhof
Discovered 1985 Oct. 22 by L. V. Zhuravleva at the Crimean Astrophysical Observatory.
Peterhof, celebrating its 300th anniversary in 2005, was founded near St. Petersburg as a royal seaside summer residence. It later acquired worldwide fame for its fundamental unity of architecture, gardens and engineering arts. Nowadays, the town of Peterhof is a developing scientific and educational center.
Источники: 20050523/MPCPages.arc; M.P.C. 54174.

## Орбита

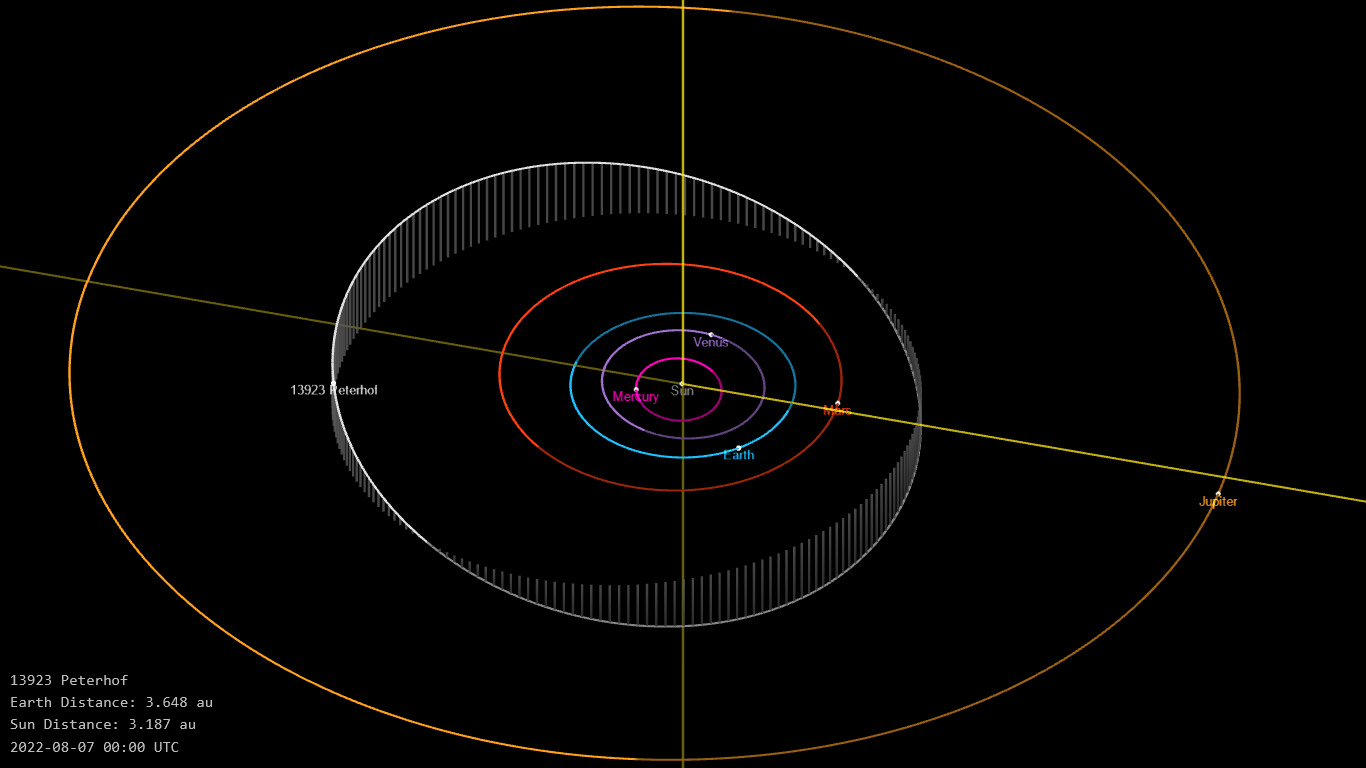
Орбита астероида Петергоф и его положение в Солнечной системе

## Физические характеристики
Астероид относится к таксономическому классу C.
По результатам наблюдений в видимом и ближнем инфракрасном диапазоне космического телескопа NEOWISE диаметр астероида оценивался равным 9,074±0,230 км и 6,98±1,81 км. Согласно тем же источникам альбедо оценивается как 0,2145±0,0185, 0,24±0,13 и 0,215±0,018.